# Corsaro: Irrfahrt im Piratenmeer
Corsaro: Irrfahrt im Piratenmeer ist ein kooperatives Brettspiel für Kinder des deutschen Spieleautors Wolfgang Kramer. Das Spiel für zwei bis vier Spieler ab vier Jahren dauert etwa 20 Minuten pro Runde. Es ist im Jahr 1991 bei Herder Spiele erschienen und gewann im selben Jahr den Sonderpreis Kinderspiel im Rahmen des Spiel des Jahres.
Das Spiel erschien nachfolgend in jeweils überarbeiteter Version als Piraten-Abenteuer bei Amigo 2011 und als SOS Piraten! bei Asmodée Editions 2013. Auch das 2004 bei Haba erschienene Spiel Räuber Rudi baut auf Corsaro auf.

## Thema und Ausstattung
Bei dem Spiel handelt es sich um ein kooperatives, bei dem die Mitspieler versuchen, als Schiffbrüchige ihre Boote sicher in den Hafen der fiktiven Stadt Santaijana zu bringen, während sie von Piraten verfolgt werden. Der Inhalt der Spieleschachtel besteht neben der Spielanleitung aus einem Spielplan, 12 Holzbooten in vier Spielerfarben, drei schwarzen Piratenschiffen, 20 identische Vorratskärtchen und zwei Würfeln.

## Spielweise
Zu Beginn des Spiels entscheidet sich jeder Mitspieler für eine Spielerfarbe und nimmt sich ein Boot der entsprechenden Farbe, das auf den Startplatz bei der zentralen Felseninsel gestellt wird. Zwei schwarze Piratenschiffe werden auf zwei der drei Spielplanfelder mit den Piratenschiffen gestellt.
Beginnend mit einem Startspieler (der jüngste Spieler) spielen die Mitspieler reihum. Der aktive Spieler würfelt mit den beiden Würfeln und zieht sein Boot mit einem der Würfel und eines der beiden Piratenschiffe mit dem anderen. Er darf dabei wählen, ob er zuerst sein Boot oder zuerst das Piratenschiff zieht, und dies mit den Mitspielern beraten. Dabei müssen alle Boote vorwärts bewegt werden und dürfen andere Boote auch überholen oder gemeinsam mit anderen Booten auf einem Feld stehenbleiben. Die orangefarbenen Schutzfelder dürfen von den Piratenschiffen nicht betreten werden, die Piraten dürfen sich nur auf den blauen Feldern bewegen.
Wenn ein Boot auf oder über ein Feld zieht, auf dem ein Pirat steht, oder wenn ein Pirat auf oder über ein Feld zieht, auf dem ein Boot steht, wird das Boot gefangen genommen und auf die Pirateninsel gestellt. Spieler, die ihr Boot verloren haben, dürfen mit einem beliebigen anderen Boot ziehen. Ein gefangenes Boot wird wieder befreit, wenn ein Spieler sein Boot direkt auf eines der beiden Floßfelder zieht. In diesem Fall nimmt er ein eigenes oder fremdes Boot von der Pirateninsel und stellt es auch auf das Floßfeld; das Boot ist damit wieder im Spiel.
Wenn ein Boot direkt auf eines der beiden grünen Felder im Zielhafen zieht, wird es sofort in den Hafen gestellt. Wird eine zu hohe Augenzahl gewürfelt, darf das Boot nicht in das Ziel und darf entweder stehen bleiben oder muss am Ziel vorbeifahren und eine weitere Runde drehen. Sobald ein Spieler sein Boot im Ziel hat, darf er in den nächsten Zügen mit jedem anderen Boot ziehen. Das Spiel endet, wenn alle Boote aus dem Spiel sind und entweder im Hafen oder auf der Pirateninsel stehen. Gelingt es den Spielern, alle Boote sicher in den Hafen zu bringen, haben sie gemeinsam gewonnen.

### Variation des Schwierigkeitsgrades
Der Schwierigkeitsgrad des Spiels kann durch die Veränderung der Anzahl der Piratenschiffe und der eigenen Boote variiert werden. Die Spielregeln ändern sich dabei nicht und die Spieler gewinnen, wenn alle Schiffe im sicheren Hafen sind.

### Familienspiel ab 8 Jahren
Die Spielregeln ermöglichen zudem eine Variante, die in der Regel als Familienspiel ab 8 Jahren bezeichnet wird. Dabei müssen abhängig von der Spielerzahl 10 oder 11 Boote in das Ziel gebracht werden.
Zur Spielvorbereitung werden alle 12 Boote auf den Startplatz und alle drei Piratenschiffe auf die Piraten-Startfelder gestellt. Jeder Spieler bekommt zudem fünf Vorratskärtchen. Das Spiel wird grundsätzlich nach den Regeln des Basisspiels gespielt, wobei die Spieler in einer Spielrunde mit weniger als vier Spielern immer erst die eigenen Boote, dann die neutralen und zuletzt die Boote der anderen Spieler spielen müssen. Die Piratenschiffe dürfen sich in dieser Variante nicht ein- oder überholen.
Die Vorratskarten werden eingesetzt, wenn Umwege über die sicheren orangefarbenen Wege gefahren werden. Wenn ein Spieler keine Vorratskarten mehr hat, darf er keine Umwege fahren. Immer, wenn ein Spieler über ein Feld zieht, auf dem das Boot eines Mitspielers steht, darf er diesem ein Vorratskärtchen geben oder eines von ihm nehmen. Bei der Befreiung von der Pirateninsel muss von einem der beiden Spieler, die an der Befreiungsaktion beteiligt sind, ebenfalls ein Vorratskärtchen abgegeben werden. Haben beide keinen Vorrat mehr, darf auch keine Befreiungsaktion stattfinden.
Das Spiel endet, wenn alle Boote aus dem Spiel sind. Die Spieler gewinnen, wenn sie die für die Spieleranzahl notwendige Anzahl Boote gerettet haben.

## Ausgaben und Rezeption
Das Spiel Corsaro wurde von Wolfgang Kramer entwickelt und erschien 1991 bei Herder Spiele. Es wurde im gleichen Jahr mit dem Sonderpreis Kinderspiel im Rahmen des Spiel des Jahres ausgezeichnet.
Die Jury begründete die Auszeichnung wie folgt:

„Was hat die Jury bewogen, dieses Spiel mit dem „Sonderpreis Kinderspiel“ auszuzeichnen? Da ist zum einen die dichte Hintergrundstory, die fließend in das Spiel übergeht. Die gelungene Graphik stützt das Spielgeschehen, das Eltern und Kinder gleichermaßen in seinen Bann zieht. Zum anderen besticht, dass das Spiel ganz leicht verändert und in mehreren Schwierigkeitsstufen gespielt werden kann, ohne dass es an Reiz und Atmosphäre verliert. Man kann die Zahl der Boote, die das Ziel erreichen müssen, reduzieren. Man kann statt drei nur ein Kaperschiff und später einmal noch ein zweites auf Kurs bringen. Immer bleibt die Flucht der winzig kleinen Boote vor den großen, düster wirkenden Piratenschiffen für die Kinder und die mitspielenden Erwachsenen spannend, ja zuweilen sogar richtig dramatisch.“

Nachdem der Herder Spieleverlag geschlossen worden war, erschien das Spiel 2004 mit einer veränderten Thematik als Räuber Rudi bei dem auf Kinderspiele spezialisierten Verlag Haba. Als Piraten-Abenteuer erschien es zudem 2011 bei Amigo und als SOS Piraten! 2013 bei Asmodée Editions.

## Belege
1. 1 2 3 4 5 6 7 8 9  Spielanleitung Corsaro auf der Website von Wolfgang Kramer, 1991; abgerufen am 19. Dezember 2019
2. ↑  Spielbeschreibung, Rezension auf spielphase.de; abgerufen am 9. Dezember 2019
3. ↑  Versionen von Corsaro/Piraten-Abenteuer in der Spieledatenbank BoardGameGeek (englisch); abgerufen am 19. Dezember 2019
4. 1 2  Corsaro: Irrfahrt im Piratenmeer auf der Website des Spiel des Jahres e.V.; abgerufen am 19. Dezember 2019